# Ayten Mutlu
Ayten Mutlu (* 6. Oktober 1952 Bandırma) ist eine türkische Dichterin und Schriftstellerin.

## Leben
Sie absolvierte 1975 ein Management-Studium an der Universität Istanbul und arbeitete danach bei der türkischen Zentralbank. Sie war in der Frauenbewegung und politisch aktiv.
Sie hat Lyrik, Prosa, Erzählungen und Kritik veröffentlicht und übersetzte zeitgenössische und historische Dichter aus dem Englischen ins Türkische.
Sie gilt als eine Meisterin der verdichteten Sprache. Ihre Poesie spiegelt ihre inneren Kämpfe sowie einen Blick auf die Welt, in der alle Schrecken und Schönheit auf einmal und oft vermischt zu sehen sind.
Fazıl Say vertonte 2023 ein Gedicht von ihr für den 100. Yıl Marşı, einen Marsch zum 100. Bestehen der Türkischen Republik, und machte diesen am 23. April des Jahres bekannt, zu dem Datum, zu dem 1920 erstmals die Große Nationalversammlung der Türkei zusammentrat.

## Werke
- Dayan Ey Sevdam (Widerstehe meiner Liebe, 1984)
- Vaktolur (Es kommt eine Zeit ..., 1986)
- Seni Özledim (1990)
- Kül İzi (Spur aus Asche, 1993)
- Denize Doğru (Zur See, 1996)
- Çocuk ve Akşam (Kind und Abend, 1999)
- Taş Ayna (Steinspiegel, 2002)
- Yitik Anlam Peşinde (Auf der Suche nach dem verlorenen Sinn, 2004)
- Ateşin Köklerinde (Ausgewählte Gedichte, 2006)